# Haranghy Erzsébet
Haranghy Erzsébet (Debrecen, 1899. március 29. – ?) magyar ruhatervező, a két világháború közötti magyaros ruhamozgalom egyik legjelentősebb egyénisége. Férje, dr. Ferenczy Ferenc, belügyminisztériumi titkár, osztálytanácsos, a magyaros ruhamozgalom elindítója volt.

## Családja
Édesapja nagyrévi Haranghy György fotóművész, testvére Haranghy Jenő (1894-1951) festőművész, grafikus és Haranghy László (1897–1975) orvos, patológus, gerontológus, az MTA tagja.

## Életpályája
Az 1935-ben megjelent Magyar ifjúsági ruhák című kiadványban is szerepel, amelyben a tervezőnő az esztétikai elveit és a ruhák elkészítésére vonatkozó útmutatásait is felvázolja. A 16 rajz sajátos csoportot alkot az anyag egészén belül, amennyiben a ruhák „hordhatósága" előbbrevaló szempontot képvisel a divattervezői bravúrnál. 